# ولايات التاج البريطاني
ولايات التاج البريطاني (بالإنجليزية: The Crown Estate) هي مجموعة الأراضي والممتلكات الواقعة في المملكة المتحدة والتابعة للعاهل البريطاني بصفته شخصية اعتبارية، ما يجعلها «ملكيات عامة»، وهي ليست ملكًا للحكومة ولا جزءًا من ملكيات الملك الخاصة. يقوم مفوضين بإدارة شؤون ولايات التاج في كل من إنجلترا وويلز وأيرلندا الشمالية، ويطلق عليهم الاسم التجاري مفوضي ولايات التاج. أما في اسكتلندا، تتم إدارة شؤون الولايات من قِبَل ولايات التاج الاسكتلندي منذ أن تم نقل إدارة الممتلكات الاسكتلندية إلى السلطات المحلية في عام 2017.
تعود ملكية هذه الولايات جميعها للعاهل، لكنه لا يشارك في تنظيمها أو إدارتها؛ ولا يتمتع بأي صلاحية للسيطرة على شؤونها. ومن الناحية العملية، يتعين على مفوضي الولايات القيام «بجميع الأعمال التي تندرج ضمن حقوق الملكية الخاصة بالتاج» فيما يتعلق «بالنيابة عنه». تستخدم عائدات هذه الممتلكات جزئيًا في تمويل النظام الملكي. تخضع المحفظة الاستثمارية للولايات لإشراف هيئة عامة شبه مستقلة ومُدمجة برئاسة مفوضي التاج، الذين بدورهم يمارسون «سلطات ملكية»، على الرغم من أنهم ليسوا «ملاكًا بحقهم الشخصي». وُضعت العائدات الناتجة عن هذه الممتلكات الوراثية تحت تصرف حكومة المملكة المتحدة مقابل إعفاء العاهل من مسؤولية تمويل الحكومة المدنية. تذهب هذه العائدات مباشرةً إلى وزارة الخزانة لصالح الأمة البريطانية؛ ومن ثم يتم تخصيص نسبة منها لصالح العاهل. يخضع مفوضو ولايات التاج رسميًا للمساءلة أمام برلمان المملكة المتحدة، وهم ملزمون قانونيًا بتقديم تقرير سنوي للعاهل، ثم إرسال نسخة منه إلى مجلس العموم.
تعد ولايات التاج من أكبر إدارات الممتلكات في المملكة المتحدة، وهي تُشرف على ممتلكات بقيمة 15.6 مليار جنيه إسترليني، وتمثل العقارات الحضرية، التي تبلغ قيمتها 9.1 مليار جنيه إسترليني، الجزء الأكبر من هذه الممتلكات من حيث القيمة. تشمل هذه العقارات العديد من الممتلكات في وسط لندن، وتُشرف ولايات التاج على 7.920 كيلومترًا مربعًا (3060 ميلًا مربعًا) من الأراضي الزراعية والغابات، بالإضافة إلى أكثر من نصف الشريط الساحلي للمملكة المتحدة، وتحتفظ بالعديد من الممتلكات والحقوق التقليدية الأخرى، بما في ذلك مضمار أسكوت لسباق الخيل ومنتزه ونزر الكبير. على الرغم من أن منتزه ونزر هوم يُعد جزءًا من ولايات التاج، فإن القصور الملكية المأهولة، مثل قلعة وندسور نفسها، ليست تابعة لولايات التاج، بل تتم إدارتها من قِبَل الأسرة الملكية. أما الذهب والفضة الموجودان بشكل طبيعي في المملكة المتحدة، والمعروفان معًا باسم «ماينز رويال»، فتتم إدارتهما من قِبَل ولايات التاج، ويتم تأجيرهما أيضًا لأعمال التعدين.
تاريخيًا، جرت العادة أن يقوم العاهل بإدارة شؤون الممتلكات التابعة لولايات التاج للمساعدة في تمويل أعمال حكم البلاد. إلا أنه في عام 1760، تنازل جورج الثالث عن السيطرة على عائدات هذه الممتلكات لصالح وزارة الخزانة، ما أعفاه من مسؤولية دفع تكاليف الخدمة المدنية ونفقات الدفاع والدين الوطني، بالإضافة إلى ديونه الشخصية. في المقابل، حصل على منحة سنوية تُعرف باسم القائمة المدنية.
وفقًا للتقاليد، وافق كل عاهل لاحق على هذا الترتيب عند اعتلائه العرش. في 1 أبريل من عام 2012، وبموجب أحكام قانون المنح السيادية لعام 2011 (إس إس جي)، تم إلغاء القائمة المدنية وتزويد العاهل بمصدر ثابت من الإيرادات مرتبط بنسبة مئوية من صافي الدخل السنوي للولايات التاج. كان الهدف من ذلك إيجاد حل طويل الأمد وإزالة القضية الحساسة سياسيًا المتمثلة في اضطرار البرلمان إلى مناقشة مخصصات القائمة المدنية كل عشر سنوات. وبموجب ذلك، يُتيح قانون المنح السيادية لجميع الملوك المستقبليين ببساطة تمديد هذه الأحكام خلال فترة حكمهم بأمر من المجلس. لا ينطوي هذا القانون على أي تغيير قانوني في طبيعة ملكية الممتلكات، بل إنه ببساطة يضع معيارًا يتم من خلاله تحديد المنحة السيادية كمنحة مقدمة من البرلمان.
كان مجلس تنصيب الملك تشارلز الثالث في 10 سبتمبر عام 2022 «أول مجلس يتضمن بندًا متعلقًا بالشؤون المالية الملكية»، وفي أحد أوامره الموقعة الأولى في المجلس، أكد استعداده للتنازل عن السيطرة على العائدات الوراثية الخاصة بالتاج مقابل المنحة السيادية.